# Enrique Normand Faurie
Enrique Normand Faurie (Valladolid, 4 de desembre de 1885 - Madrid, 14 d'octubre de 1955) fou un futbolista franco-espanyol de les dècades de 1900 i 1910.

## Trajectòria
Fill de pares francesos treballava d'enginyer industrial de l'administració.
Fou un dels fundadors del Reial Madrid el 1902, club en el qual jugà entre aquest any i el 1915. L'any 1909 jugà breument al FC Barcelona, disputant un partit de Copa el 5 d'abril de 1909.
Posteriorment fixa la seva residència a Sevilla, on continua vinculat a l'esport, essent directiu del Reial Betis i fundador i primer president, des de 1928 fins 1931, del Betis Tenis Club.